# 皮尼亚尔-迪圣本图
皮尼亚尔-迪圣本图是巴西巴拉那州的一个市镇。总面积96.855平方公里，总人口2598人，人口密度26.8人/平方公里。